# 奧德伊萊鄉
45°23′37″N 26°32′43″E / 45.39361°N 26.54528°E
奧德伊萊鄉（羅馬尼亞語：Comuna Odăile, Buzău），是羅馬尼亞的鄉份，位於該國東南部，由布澤烏縣負責管轄，面積36平方公里，海拔高度524米，2007年人口1,005，人口密度每平方公里28人。